# Villazanzo de Valderaduey (kommun)
Villazanzo de Valderaduey är en kommun i Spanien.   Den ligger i provinsen Provincia de León och regionen Kastilien och Leon, i den norra delen av landet, 260 km norr om huvudstaden Madrid. Antalet invånare är 520.